# Коффин, Элизабет
Элизабет Коффин (англ. Elizabeth Rebecca Coffin; 1864—1943) — американская художница, педагог и меценат; представительница «Новых женщин». Была первым человеком в США, удостоенным степени Master of Fine Arts, а также первой женщиной, допущенной в Королевскую академию искусств (англ. Royal Academy of Art) в Гааге.

## Биография
Родилась 9 сентября 1850 года в Бруклине, Нью-Йорк, в семье квакеров — Эндрю (англ. Andrew G. Coffin, родом из Нантакета) и Элизабет (англ. Elizabeth M. Sherwood, родом из Нью-Йорка) с большой родословной.
Первоначально училась в нью-йоркской гимназии Friends Seminary, затем поступила в колледж Vassar College, где преподавал голландский художник Генри Ван Инген (англ. Henry Van Ingen). Здесь в 1870 году получила степень бакалавра искусств. В 1872 году она поступила в Гаагсую королевскую академию искусств, став первой женщиной, получившей допуск в эту художественную школу. Элизабет проучилась в академии три года, получив несколько медалей по разным дисциплинам. В 1876 году в Vassar College она получила степень магистра искусств, став первым человеком в Соединённых Штатах, получившим такую степень. Профессор этого колледжа Мария Митчел, преподававшая астрономию, стала наставницей и впоследствии подругой Элизабет Коффин на всю жизнь. Позже художница училась в Лиге студентов-художников Нью-Йорка и Пенсильванской академии изящных искусств. Была ученицей Томаса Икинса, написавшего её портрет.
Коффин много путешествовал по Европе и Калифорнии. В 1880-х годах регулярно летом работала в Нантакете, куда окончательно переехала в 1900 году. Её картины экспонировались на многих выставках и в частности на Чикагской Всемирной выставке в 1893 году. Она была членом гильдии Brooklyn Art Guild и Лиги студентов-художников Нью-Йорка.
Умерла 21 июня 1930 года в городе Нантакет, штат Массачусетс, похоронена на бруклинском кладбище Friends Cemetery. Замужем не была.
Ретроспективная выставка её работ состоялась в Vassar College в 1920 году, где было выставлено более 70 работ художницы. В 2007 году в Нантакете была проведена выставка под названием «Gutsy Gals: From Hearth to Heavens, Maria Mitchell and Her Sister Nantucketers».

## Труды
Работы Элизабет Коффин находятся в художественной галерее Vassar College, музее Nantucket Whaling Museum, школе её имени — The Coffin School, а также частных коллекциях, в частности Фрэнсиса Лёба (англ. Frances Lehman Loeb).

Некоторые работы
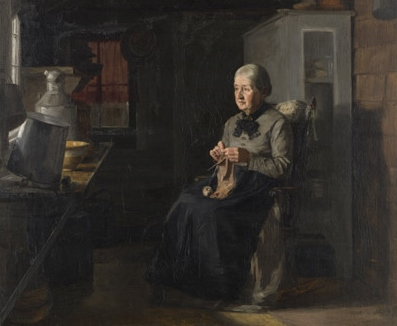
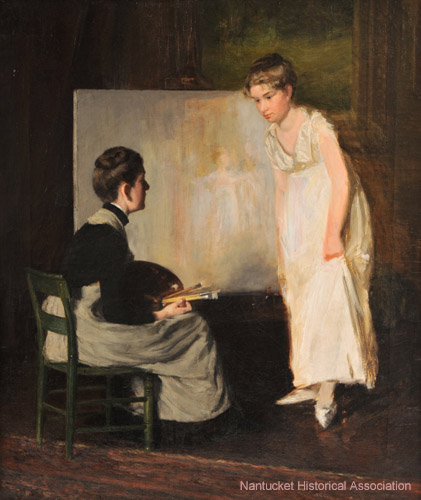
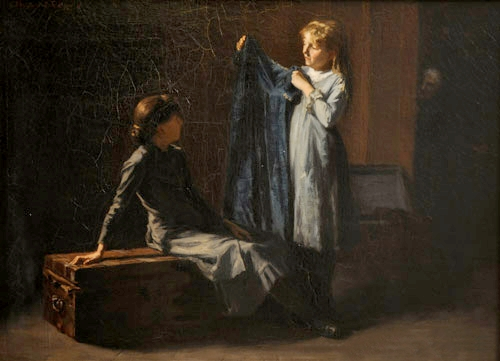